# 国家ボリシェヴィキ党
国家ボリシェヴィキ党（ロシア語: Национал-большевистская партия, НБП、英：National Bolshevik Party, NBP）、略称ナツボル（ロシア語: Нацболы、英：Nazbols）はロシア地方の政党で、ネオ・ユーラシア主義に影響を受けた民族共産主義による統治を主張する。極右や極左ともされる政治的シンクレティズムを特徴とする。ロシア政界内では反プーチン体制・反統一ロシア党の野党連合「もう一つのロシア」に加盟している。
同様の思想・名称を持って行動する政党がいくつかロシア以外にも存在するが、ロシア国内における民族共産主義・新ユーラシア主義系の議会進出は許容されず、政党としての承認を二度にわたって取り消されている。ナツボルの側も議会での政治行動より、街頭でのデモや暴動などの実力行使を好んで用いる傾向にある。
機関紙は「Limonka」（リモンカ）。直訳するとロシア語で「レモン」だが、スラングではF1手榴弾などの「レモン型の手榴弾」を意味する。

## 政治目標
内政面では共産主義（特にボリシェヴィキ派によるソ連型社会主義）を肯定的に捉え、対外的にはロシア人の民族主義とネオ・ユーラシア主義に基づいて「ロシア人によるユーラシア統一」を主張する。この独自のボルシェヴィズムとユーラシア主義はジョージ・オーウェルの小説「1984年」に登場する国家「ユーラシア」の「ネオ・ボルシェヴィズム」に着想を得たとも評されている。この過程において当然ながら最も敵視されるのはアメリカであり、徹底的に反米である。内政的には資本主義を奉じる最大の国家であり、新冷戦でロシアと対決する米国は「最大の敵」と見なされている。
ただし、新ユーラシア主義に関する主張についてはナツボル内でも論争の種で、党の創立者の一人であったアレクサンドル・ドゥーギンは党内論争の末に離党してユーラシア党を創立している。これに対して機関紙「Limonka」はドゥーギンは日和見的な保守主義者であると批判し、党はユーラシアにおける諸民族の庇護者としてロシア民族を位置づけると宣言した。これはロシア中心の新ユーラシア主義にやや修正を加えたことを意味する。
現プーチン政権については官僚機構と警察の権威主義的な姿勢を批判し、国家機構の腐敗を招いていると強く攻撃している。

## 党史

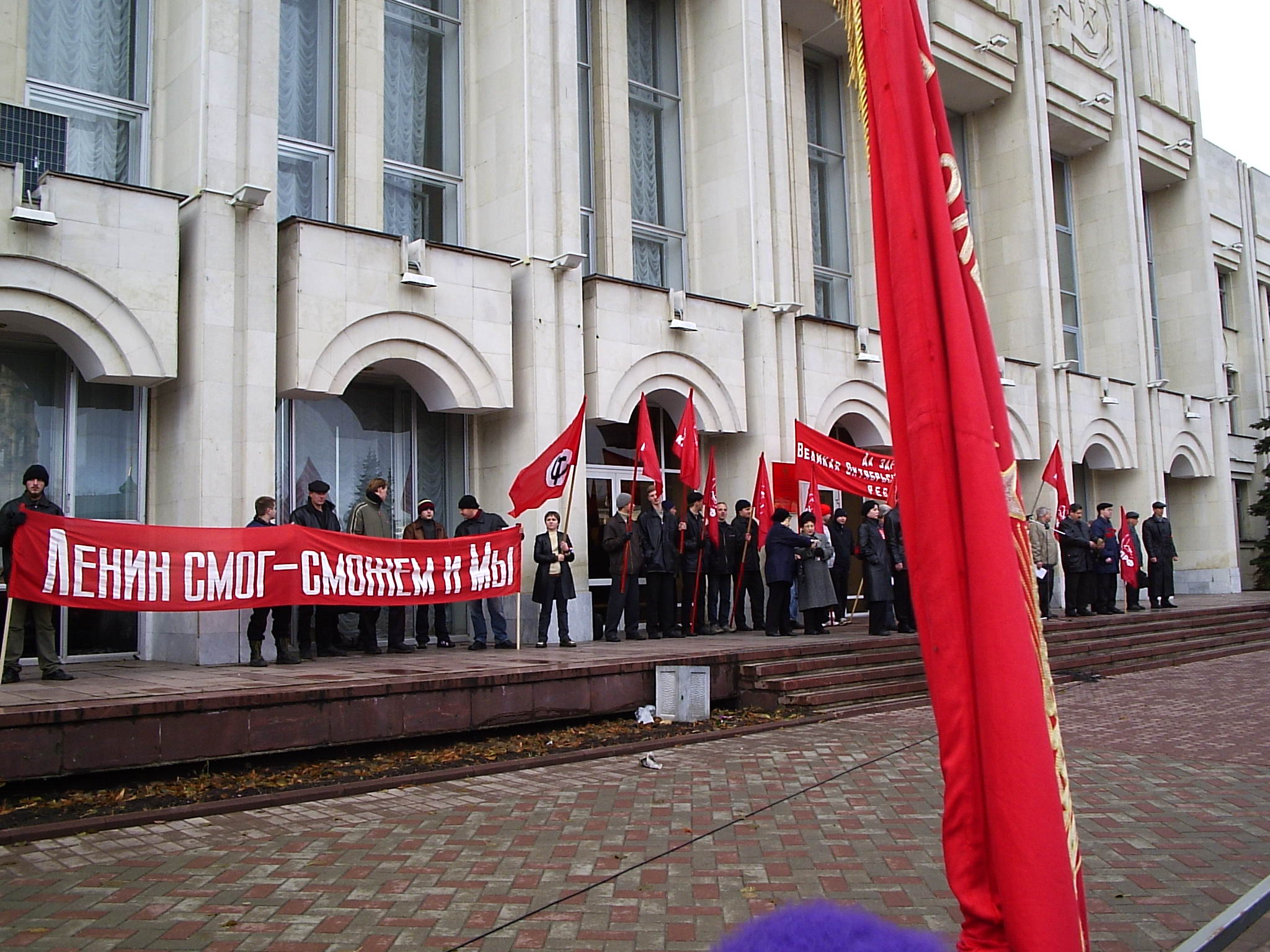
党のデモ隊

1992年、新ユーラシア主義や民族共産主義を主張する6つの政治グループが現党首エドゥアルド・リモノフを指導者に前身の国家ボリシェヴィキ戦線を結成したのがナツボル党の始まりとなる。先述したアレクサンドル・ドゥーギンは共同創設者の一人で、リモノフに他の野党との結束などを行わせる事に奔走した。当初、ナツボル党は政府への反対運動と共に西欧輸入品の不買運動などを指導したが、余り有効な成果は挙げられていなかった。過激派路線を標榜し、1992年には2発の手榴弾を隠し持っていた容疑で党員が逮捕されている。
結成からすぐにナツボル党は、ゲンナジー・ジュガーノフら共産主義者とセルゲイ・バブーリンら民族主義・愛国主義者によって創設された野党連合「救国戦線」に加入、両者の話し合いはベルギーの民族社会主義者でファシストのジャン・フランソワが仲介した。しかし救国戦線の路線と噛み合わずに他の加盟政党と軋轢を引き起こし、結局は連盟を脱退した。この時に戦線内で最も辛辣にナツボル党を非難した極右政党ロシア自由民主党とは犬猿の仲となり、「リモノフとジリノフスキー」と題した批判文書でユダヤ系ロシア人のロシア自由民主党党首ウラジーミル・ジリノフスキーを「純粋なロシア人でないのに民族主義を唱える精神異常者」と中傷した。1999年になって旧戦線加盟政党との和解を模索したが、拒否されている。

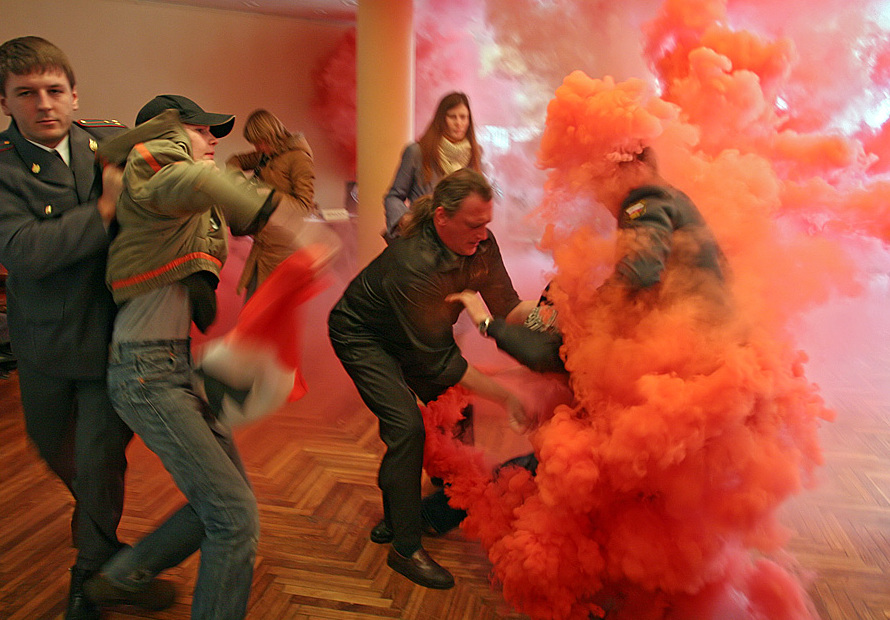
警官隊と衝突する党員

2000年代に入り、プーチン政権による統一ロシアが台頭して政界再編が起きる中と党は路線の変更を迫られた。リモノフは政治上の対立を一時的に棚上げして反プーチン運動を唱える諸政党の大連合に加わり、西欧諸国の支援を受けるガルリ・カスパロフの自由主義政党全ロシア市民会議とも協力した。一方で過激な街頭活動は変わらず、2004年8月2日に社会保障の一部打ち切りを決定したプーチン政権への攻撃としてロシア保健省ビルを襲撃する事件を起こした。
同年の12月にはプーチンの個人事務所の占拠を計画していたが、これは警察によって未然に防がれ30名以上の党員が逮捕された。
2005年6月、ロシア地方裁判所はナツボル党を非合法の反政府組織として解散を命令した。同年8月16日に連邦最高裁判所は政党組織の解散は民主主義に反するとして地方裁判所の命令を取り消したが、同年11月の判決でナツボル党が危険行動の前科を持つ事も事実であるとして国家ボリシェヴィキ党の党名使用の禁止など幾つかの制裁案も追加した。
反プーチン運動の中で手段を選ばないナツボル党は一定の知名度と支持を得ていくが、同時に党内では西欧やカスパロフを中心とする自由主義運動との連帯路線を取るリモノフへの反感が高まりつつある。こうした反対派党員はリモノフが個人的野心の為に党を私物化していると指摘、「反リモノフのナツボル党」を標榜して行動した。彼らは最終的に反西欧・反自由主義・反カスパロフの国家共産主義戦線を結成して分派した。
2006年11月7日、レーニンによる十月革命を祝う記念式典で警察による一斉捜査が行われ、27名のナツボル党員が逮捕された。2007年にナツボル党は怯まず政府に対する新たな反政府デモを展開し、2007年4月19日にナツボル党は再び非合法化された。

## 国際活動

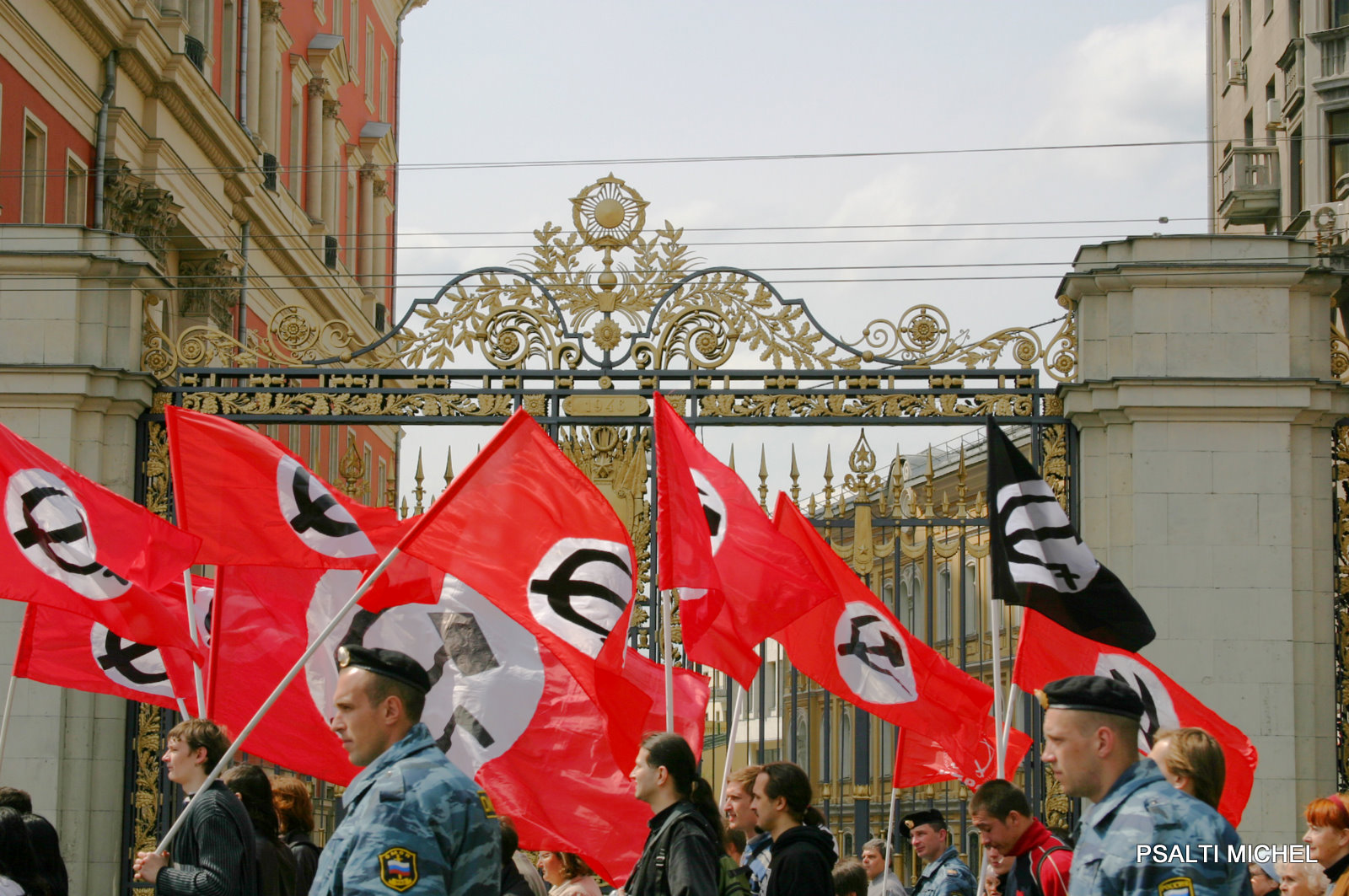
デモ隊の行進

同党の思想的影響を受けたロシア系住民を中心とする支部は各国に存在する。少なくともラトビア、モルドバ、スウェーデン、ウクライナ、カザフスタン、アゼルバイジャン、エストニア、セルビア、ポーランド、チェコ、スロバキア、イギリス、アメリカ、カナダ、イスラエルでは支部の存在が確認されており、これらとロシアのナツボル本部は基本的に友好関係にある。
2006年、ベラルーシの支部党員はミンスクにあるペンテコステ派の大聖堂を反ナツボル運動の拠点と見なして破壊する事件を起こした。これは前年のラトビアにおける類似事件と連動していたと思われる。その後も現在に至るまで過激派としての路線は続き、2011年5月にもモスクワのセルビア大使館を襲撃している。
ラトビアではリガに支部拠点が設けられている。ラトビア支部の政治行動は近年活発化しており、ラトビア人義勇兵から編成されていたナチスの第15SS武装擲弾兵師団の元兵士の老人達によるラトビア軍団記念日への襲撃行為を複数回行っている。2007年5月、現地の支部と連絡を取る為に密入国していたロシア本国のナツボル党員がラトビア警察に逮捕されている。
リトアニアでも2005年頃から教育問題に絡んでナツボル党の支部党員による政治行動が確認されている。
モルドバのナツボル党支部は政府から非合法として解散が命令されたが、沿ドニエストル共和国内でのNGO団体を隠れ蓑にして活動を継続しているとされる。
ウクライナにおいてはウクライナ国民同盟及びウクライナ国家自主防衛に合流して活動を続けている。対外的には反西欧・反NATOを標榜する。